# Inglewood (Queensland)
Inglewood – miasto w Australii, w stanie Queensland.